# Irgoli
Irgoli (sardinski: Irgòli) je grad i općina (comune) u pokrajini Nuoru u regiji Sardiniji, Italija. Nalazi se na nadmorskoj visini od 26 metara i ima 2 309 stanovnika.
 Prostire se na 75,30 km². Gustoća naseljenosti je 31 st/km².
Susjedne općine su: Galtellì, Loculi, Lula, Onifai i Siniscola.